# The Drones
The Drones es un grupo australiano de rock que alcanzó la popularidad (relativa) a principios de la década '00. Sus mayores influencias son Bob Dylan, Neil Young, The Velvet Underground, Van Morrison, Suicide y Bad Brains entre otros.

## Sonido de la banda
El sonido del grupo australiano no cuadra en ningún estilo actual dentro de la música rock. Parte de su trabajo se debe a estructuras simples y convencionales, la otra parte de su sonido se basa en las estructuras blues que Tom Waits popularizó en los círculos comerciales. También se encuentra en el sonido el grupo influencias de grupos de la música popular australiana. Debido a lo inusual de su música, The Drones emigra de Australia en busca de mercados europeos que puedan editar sus discos con margen para el fracaso comercial, aunque acabarían regresando a su país de origen debido a la publicidad que éstos consiguieron en su tierra.

## Biografía
El germen de The Drones se forma en Perth en 1998 con los músicos Gareth Liddiard y Rui Pereira bajo el nombre de Gutterville Splendour Six, quienes deciden marcharse de la banda para formar la suya propia, que acabaría asentándose, después de un continuo vaivén de músicos, con Liddiard y Pereira además de la bajista Fiona Kitschin y al batería Chris Strybosch. Esta formación editó el primer álbum de la banda, titulado Here Comes The Lies, en 2002.
Dos años después, el grupo graba su segundo álbum, Wait Long By The River And The Bodies Of Your Enemies Will Float By, el cual, después de problemas legales, sale a la venta en el sello In-Fidelity Recordings en 2005. El disco se popularizó gracias a la nominación de las canciones, incluidas en el álbum, Shark Finn Blues y Baby², ocasionando que las televisiones y radios musicales australianas rotaran estas dos canciones en sus programaciones. Después de la grabación del álbum, el batería Chris Strybosch deja el grupo, siendo sustituido por Mike Noga.
En 2005 sale a la venta un álbum de las caras-B rechazadas en los anteriores discos de la banda en el sello español Bang! Records titulado The Miller's Daughter. Ese año, el segundo disco de la banda, Wait long by the river... gana los premios australianos de música por delante de grupos como Wolfmother o The Go-Betweens.
En septiembre de 2006 se edita el tercer álbum de la banda, Gala Mill, grabado en un pequeño molino en la isla de Tasmania, después del cual Rui Pereira abandona la formación para ser sustituido por Dan Luscombe. Dos meses después de la salida a la venta de su último álbum, el grupo lanza un disco en directo llamado Live In Spaceland grabado en Los Ángeles.

## Miembros
- Gareth Liddiard - Voz y guitarra
- Dan Luscombe - Guitarra
- Fiona Kitschin - Bajo
- Michael Noga - Batería

## Discografía
- Here Comes The Lies - Spooky Records (2002)
- Wait Long By The River And The Bodies Of Your Enemies Will Float By - In-Fidelity Recordings (2005)
- The Miller's Daughter - Bang! Records (2005)
- Galla Mill - ATP Records (2006)
- Live In Spaceland - Kufala Recordings (2006)
- Havilah - ATP Recordings (2008)
- I See Seaweed - Independiente (2013)
- Feelin Kinda Free (2016)